# Koplanaritet
Inom geometri innebär koplanaritet att ett antal objekt ligger i samma plan.
- En punktmängd i rummet är koplanär om det finns ett geometriskt plan som innehåller dem alla. Tre punkter är alltid koplanära om de är distinkta (skilda) och inte kollinjära och det plan de definierar är entydigt bestämt av punkterna. Fyra eller fler punkter ligger i allmänhet inte i samma plan.
- Två (eller flera) linjer eller vektorer i det tredimensionella rummet är koplanära om de ligger i samma plan. Detta innebär att de (eller, om de är fler än två, vilka två linjer man än väljer) antingen är parallella eller annars att de skär varandra. Två linjer som inte är koplanära kallas skeva.